# Maison Ladevèze
Pour les articles homonymes, voir Ladevèze.
La maison Ladevèze est une maison gothique médiévale de Cordes-sur-Ciel, une commune du Tarn. Elle est classée monument historique depuis le 21 décembre 1922.

## Origine
C'est une maison construite au Moyen Âge par une riche famille cordaise. Elle fait partie des édifices qui ont valu au village de Cordes-sur-Ciel le surnom de la « cité aux cent ogives » pour sa grande proportion d'édifices civils gothiques.

## Description

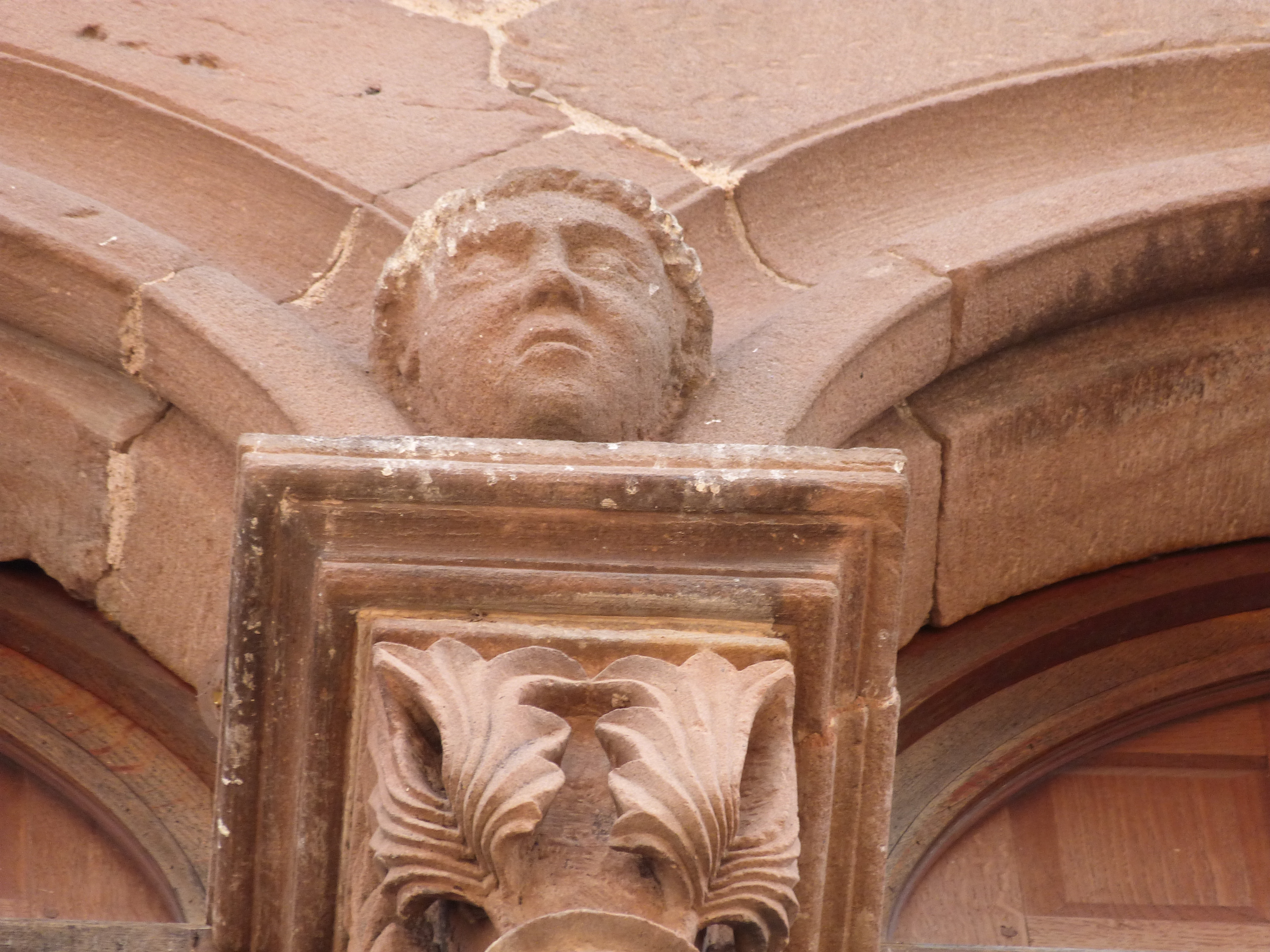
Tête sculptée sur le chapiteau d'une colonnette.

Comme toute maison gothique, elle possède trois étages.
Au rez-de-chaussée, elle est ouverte sur cinq arcades en ogive. Au premier étage, les baies sont réparties en deux groupes de deux paires. Celles du second étage sont agencées de la même manière, alignées sur celles du premier étage.
Les chapiteaux sont décorés de manière très variée : feuilles de vigne, d'acanthe, campanules, animaux : chiens chats et une tête humaine. 
Les baies du premier étage avaient été détruites pour être remplacées par des fenêtres classiques, mais une restauration a restitué à la maison des ouvertures géminées en ogive.

## Sources